# Rainer J. Schweizer
Rainer Joachim Schweizer (* 26. August 1943 in Basel) ist ein Schweizer Rechtswissenschaftler und Hochschullehrer. Schweizer war, zusammengefasst von der NZZ, «Professor für Staats- und Verwaltungsrecht, Autor von diversen kantonalen und nationalen Gesetzen und Verfassungen, Experte beim Europarat und bei Interpol, Nachrichtenoffizier und Bundesrichter im Nebenamt».

## Leben
Schweizer studierte von 1962 bis 1969 Rechtswissenschaften an Universitäten in Wien, Basel, Genf und Bonn. Sein Anwaltsexamen stammt von 1971. Im Jahr 1974 erwarb er das Doktorat an der Universität Basel mit einer Dissertationsschrift Über die Rechtssicherheit und ihre Bedeutung für die Gesetzgebung. Ebenda folgte 1985 die Habilitation zu Grundsatzfragen des Datenschutzes.
Von 1974 bis 1986 arbeitete Schweizer als wissenschaftlicher Mitarbeiter im Eidg. Justiz- und Polizeidepartement und in dessen Expertenkommissionen, unter anderem jener zur Revision der Bundesverfassung. Ab 1978 nahm er überdies Einsitz in Expertenkommissionen des Europarats und der OECD. 1975/76 war er Experte in der Anwaltskammer gewesen, welche einen Vorentwurf der Verfassung des neuen Kantons Jura ausarbeitete. Von 1987 bis 1995 amtete Rainer J. Schweizer als Bundesrichter im Nebenamt in der Sozialversicherungsabteilung des Bundesgerichts in Luzern.
Von 1990 bis zum Eintritt in den Ruhestand 2010 war er ordentlicher Professor für öffentliches Recht einschließlich Europarecht und Völkerrecht an der Universität St. Gallen.
Ab 1993 war Schweizer Präsident der Eidgenössischen Datenschutzkommission. 1996 wurde er Vizepräsident der Rekurskommission von Interpol.
Im Jahr 2001 führte Schweizer die Administrativuntersuchung zur Zusammenarbeit des Nachrichtendienstes mit Südafrika. Während 10 Jahren war er in der Aufsichtsbehörde des Nachrichtendienstes tätig. Im neuen Schweizer Geheimdienstgesetz kritisierte er 2015 insbesondere das faktisch inexistente Auskunftsrecht.
Obgleich Schweizer 2009 den Rettungskredit für die Grossbank UBS verurteilt hatte, war er auch entschieden gegen den Automatischen Informationsaustausch mit «problematischen» Ländern, in welchen es nicht genügend Rechtssicherheit insbesondere in Sachen Datenschutz gebe.
Die WOZ schrieb 2014, Schweizer sei ein Staatsrechtler, der sich «immer wieder in die Politik einmischt und dabei Positionen vertritt, die zwar oft in der Minderheit sind, aber vernünftig. Vernünftig, weil sie grundsätzlich sind, weil sie sich auf die Aufklärung und die Demokratie stützen, weil sie die rechtsstaatlichen Prinzipien verteidigen.»

## Engagement
Von 2006 bis 2010 amtete Rainer Schweizer als Präsident der Schweizerischen Gesellschaft für Kunstgeschichte.

## Monografien (Auswahl)
- Verfassung des Kantons Glarus. Kommentar zum Entwurf (in 2 Bde.). Glarus 1981.
- (mit Beat Lehmann) Informatik- und Datenschutzrecht. Zürich 1991, ISBN 978-3-7255-2969-8.
- Die schweizerischen Gerichte und das europäische Recht. Baden-Baden 1994, ISBN 3-7890-3455-X.
- Gentechnikrecht. Zwischenbilanz des Gesetzgebungsprozesses im Gentechnik- und Genschutzbereich. Bericht zuhanden der Kommission des Nationalrates für Wissenschaft, Bildung und Kultur, Mai 1996. Zürich 1996, ISBN 3-7255-3511-6.
- (mit Stephan C. Brunner) Die Mitwirkung der Bundesländer an EU-Vorhaben in der Bundesrepublik Deutschland und in Österreich. Bern/Stämpfli, Zürich 1998, ISBN 978-3-7272-1713-5.
- Die erstinstanzliche Verwaltungsgerichtsbarkeit des Bundes durch Rekurs- und Schiedskommissionen – aktuelle Situation und Reformbedürfnisse. Basel/Frankfurt am Main 1998, ISBN 978-3-7190-1678-4.
- (mit Kay Hailbronner und Karl Heinz Burmeister) Der Anspruch von St. Gallen auf Rückerstattung seiner Kulturgüter aus Zürich. Zürich/Basel/Genf 2002, ISBN 978-3-7255-4449-3.
- (mit Michael D. Schmid und Patrick Kaufmann) Liegt das Heil im Staat allein? Betrachtungen zum zunehmenden Etatismus und zur Einschränkung der individuellen Freiheiten durch den Staat. Zuzwil 2023.